# Petrochelidon spilodera

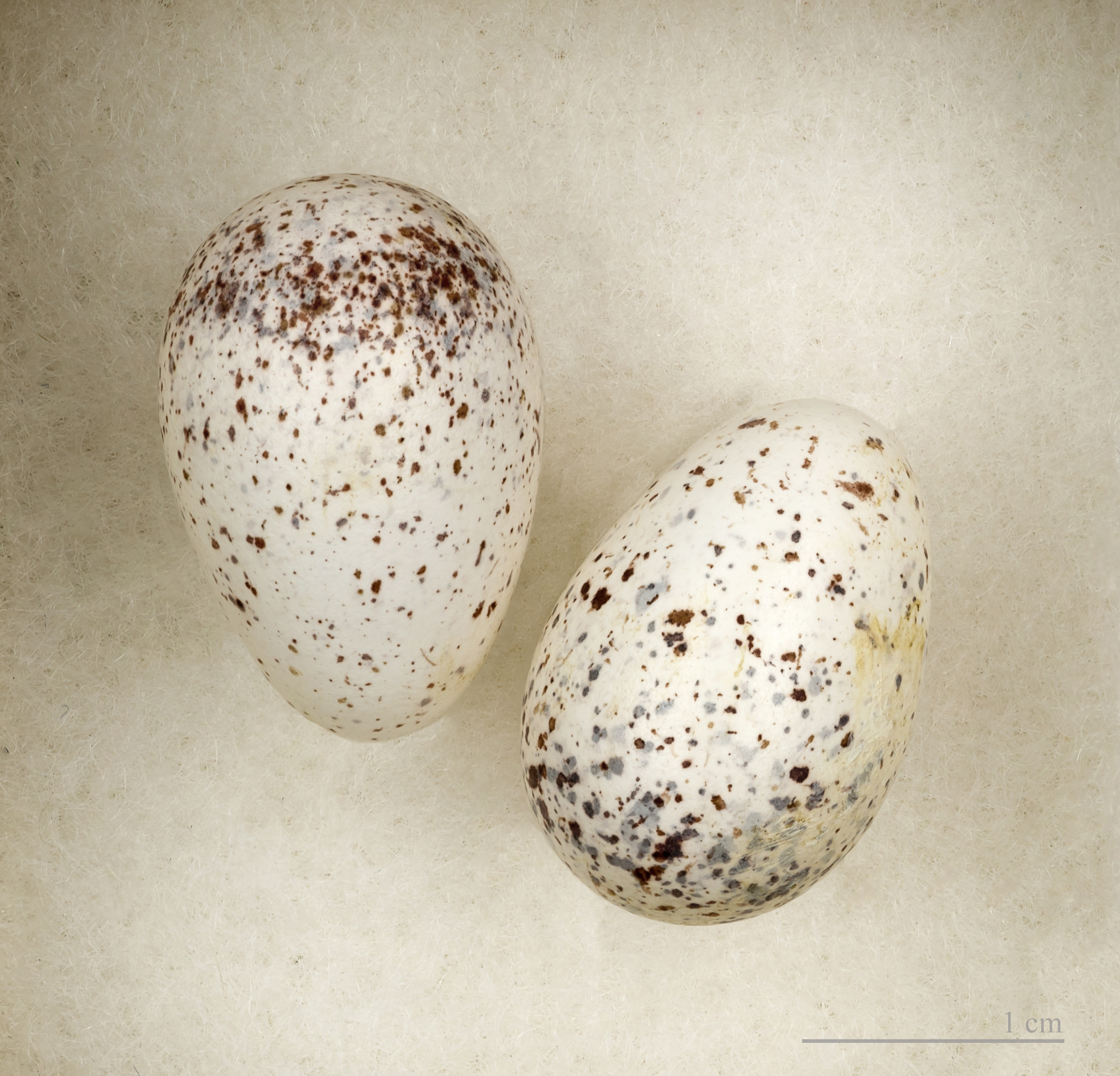
Huevos de Petrochelidon spilodera

La golondrina sudafricana  (Petrochelidon spilodera) es una especie de ave paseriforme de la familia Hirundinidae propia del África austral y el sur del África central. Se puede encontrar en Botsuana, República del Congo, Gabón, Lesoto, Malaui, Namibia, Sudáfrica, Zambia y Zimbabue. Suelen construir sus nidos en estructuras artificiales con barro.